# Paskosaari (ö i Södra Savolax, Nyslott, lat 61,89, long 28,83)
Paskosaari är en ö i Finland. Den ligger i sjön Haukivesi och i kommunen Nyslott i  landskapet Södra Savolax, i den sydöstra delen av landet, 280 km nordost om huvudstaden Helsingfors. Öns area är 0,7 hektar och dess största längd är 170 meter i öst-västlig riktning.